# Ghiacciaio Cline
Il ghiacciaio Cline (in inglese Cline Glacier) è un ghiacciaio situato sulla costa di Black, nella parte orientale della Terra di Palmer, in Antartide. Il ghiacciaio, il cui punto più alto si trova circa 398 m s.l.m., è situato nelle vicinanze del versante orientale del monte Jackson e da qui fluisce in direzione sud-sud-est tra il massiccio Schirmacher e il massiccio Rowley fino ad entrare nell'insenatura di Odom, andando così ad alimentare la piattaforma glaciale Larsen D.

## Storia
Le notizie circa il primo avvistamento del ghiacciaio Cline sono andate perse, tuttavia esso fu poi mappato dal Programma Antartico degli Stati Uniti d'America (USAP) nel 1974 e così battezzato dal Comitato consultivo dei nomi antartici in onore di David R. Cline, biologo dell'USAP che prese parte alle Spedizioni oceanografiche internazionali nel mare di Weddell nel 1968 e nel 1969.